# Hôtel de Parabère
L’hôtel de Parabère ou hôtel Fitz-James, est un ancien hôtel particulier, situé au no 20, place Vendôme, dans le 1er arrondissement de Paris.
Au début du XVIIIe siècle, il est notamment la propriété de madame de Parabère, maîtresse du Régent. Le duc Jacques-Charles de Fitz-James le loue de 1780 à 1785, et il devient également, au milieu du XIXe siècle, la propriété de l'industriel Gustave Lebaudy.
Il abrite aujourd'hui les boutiques des maisons Van Cleef & Arpels, depuis 2016 et Blancpain, ainsi que le siège de la société Ardian.

## Localisation
Situé au nord-est de la place, il est mitoyen de l'hôtel Duché des Tournelles au no 18, et de l'hôtel de Ségur au no 22.

## Historique
Sur une parcelle acquise en 1703, Nicolas-Jérôme Herlaut, un des premiers habitants sur ce qui est alors la place Louis-Le Grand, fait construire, de 1703 à 1705, sa demeure, par l'architecte Germain Boffrand, à laquelle il adjoint rapidement la parcelle du no 18, qui cependant reste non-bâtie.
Sur son testament, datant de 1710, il fait don de son hôtel à Élisabeth-Thérèse Le Rebours, femme de son protecteur, le ministre Michel Chamillart, auquel il doit une grande partie de sa douteuse fortune. Herlaut s'éteint en mai 1716, et deux mois plus tard, le fils de Chamillart, le marquis de Cany, disparait également. L'héritage se transmet alors aux enfants mineurs de ce dernier. Michel Chamillart, exécuteur testamentaire de son fils et tuteur légal de ses petits-enfants, fait néanmoins cadeau de l'hôtel à la marquise Madeleine de La Vieuville, veuve de César-Alexandre de Baudéan-Parabère, et également maîtresse du Régent, 2 avril 1717. Cependant, dans l'inventaire réalisé à la mort de la marquise, il se trouve que celle-ci a, en réalité, payé à Chamillart, la somme de 126 000 livres pour cette acquisition.
En 1720, la marquise loue l'hôtel à Charles de Nocé, alors propriétaire du no 26. En 1764, il devient propriété d'Élisabeth de Ligniville, veuve Corday de La Garde. Celle-ci le loue au duc Jacques-Charles de Fitz-James, de 1780 à 1785, puis à la banque Pache & Cie, de 1788 à 1789, au comité de l'assemblée constituante en 1790, et enfin à la compagnie française des Indes orientales, qui y installe son siège, à partir de 1791.
En 1805, l'hôtel est acquis par Jean-Baptiste Joseph Boscary de Villeplaine, puis loué au duc de Lévis à partir de 1815. Le baron de Villeplaine décède en son l'hôtel le 28 décembre 1827, et sa veuve s'y éteint à son tour le 13 avril 1850.
En 1851, l'hôtel est acquis par Louis Martin Lebeuf, régent de la banque de France (1836-1854), banquier, propriétaire des faïenceries de Creil et Montereau et homme politique. 
L'hôtel devient ensuite la propriété de l'industriel, Gustave Lebaudy, qui y décède le 29 décembre 1889, son fils en hérite ensuite, et en 1905, fait notamment retirer de la cour intérieure, un bas-relief provenant du château de Rosny-sur-Seine, attribué au sculpteur Clodion.
En fond de cour, se trouve un élégant bâtiment de style Louis XVI construit en 1907-1908 par l'architecte René Sergent pour les frères Duveen, célèbres antiquaires, dont il constitue le magasin parisien.

## Protection
Ce bâtiment fait l’objet d’une inscription au titre des monuments historiques depuis le 2 mai 1927 et un classement depuis le 24 septembre 1930,.